# Jørgen Peter Müller
Jørgen Peter Müller (bedre kendt som I/J.P. Müller, 7. oktober 1866 i Asserballe på Als – 17. november 1938 i Aarhus) var en kendt dansk gymnastikpædagog og sundhedsapostel.
Hans bog Mit System (1904) var en stor succes:
allerede i 1905 kom den i engelsk oversættelse, og igennem årtier udkom nye udgaver på dansk og flere andre sprog af denne og andre af hans bøger.
J.P. Müller var formand for Københavns Fodsports-Forening 5. juli-18. oktober 1893.
Billedhuggeren Rasmus Bøgebjerg (1859–1921) udførte i 1905 en skulptur af J.P. Müller, som blev opstillet foran Københavns Roklub og på Sophieholm i Nykøbing Falster, hvor Müller voksede op.
J.P. Müller blev udnævnt til Ridder af Dannebrog 1919.

## Ekstern henvisning
- Kort artikel på engelsk med portræt og faksimiler fra Müllers bøger Arkiveret 20. maj 2014 hos  Wayback Machine
- KIF 100 Aar – Københavns Idrætsforening 24. oktober 1992. Udgivet i anledning af Københavns Idræts Forenings 100 års jubilæum 24. oktober 1992.
- Dansk Sportsleksikon udgivet i samarbejde med Dansk Idræts-Forbund. Redaktion Axel Lundqvist Andersen og Jørgen Budtz-Jørgensen. Bind 1 og 2. Standard-forlaget 1944
- Nordisk Familjeboks Sportlexikon – uppslagsverk för sport, gymnastik och friluftsliv. Band I-VI. Nordisk Familjeboks Förlags Aktiebolag, Stockholm Klara Civiltryckeri AB 1938.
- Hans Bonde: Sundhedsapostlen J.P. Müller. Syddansk Universitetsforlag 2020. ISBN 978-87-408-3204-4